# اکتور رودریگس (جودوکار)
اکتور رودریگس (انگلیسی: Héctor Rodríguez؛ زادهٔ ۱۲ اوت ۱۹۵۱) جودوکار اهل کوبا بود.
وی در مسابقات کشوری و بین‌المللی در مجموع برندهٔ ۱ مدال طلا، ۱ مدال برنز شده‌است.